# 彎翼平腹脂鯉
彎翼平腹脂鯉，為輻鰭魚綱脂鯉目脂鯉亞目脂鯉科的其中一個種。分布於南美洲巴西欣古河、内格罗河、马代拉河流域，體長可達5.1公分，棲息在底中層水域，生活習性不明。